# Château de Cinne
Le château de Cinne ou château de Cunne ou château de Chevelu est un ancien château fort, probablement du XIIe siècle, au Moyen Âge, siège de la seigneurie de Chevelu, érigée en baronnie, dont les vestiges se dressent sur la commune de Saint-Jean-de-Chevelu, une commune française, dans le département de la Savoie en région Auvergne-Rhône-Alpes.

## Situation
Les vestiges du château se dressent sur un mamelon (motte castrale ?) au hameau de Chevelu (Capilutum), au-dessus de Servagette, et de l'ancienne chapelle, à 1 km au sud-sud-ouest du bourg, au pied du Mont du Chat.

## Histoire
Le château fut la possession de la famille de Chevelu, anciennement Chevellud ; on relève, vers 1100, Bernard de Chevelu (de Capiluto), bienfaiteur, il cosigne l'acte de fondation, en 1125, de l'abbaye d'Hautecombe. Son fils, Torestan de Chevelu, accompagna le comte Amédée III de Savoie à la deuxième croisade en 1147.
En 1209, Jacques de Chevelu est cité comme témoin dans une charte entre le comte Thomas Ier de Savoie et l'abbaye d'Hautecombe, à laquelle, le comte accorde des privilèges. Guiffred de Chevelu, frère de Jacques, la même année est partie à Yenne dans la reconnaissance des confins de la mestralie de Chambuerc, passé dans le cloitre d'Yenne en faveur du comte Thomas.
Un Guy de Chevelu aurait accompagné, en 1226, le comte Thomas Ier de Savoie à la croisade des Albigeois. Ce même Guy est témoin dans une charte d'affranchissement qu'octroi Thomas à la ville d'Yenne, en 1215, et, en 1232, dans une charte accordant des franchises à la ville de Chambéry, dont il fut le métral. Vit, vers 1260, Jean de Chevelu, chevalier, époux de Isabelle de La Forest de Lucey. Jacquemet de Chevelu, leur fils, héritera, en 1296, de son oncle, Guillaume de La Forest de Lucey, du château de Lucey ; ce dernier ayant testé en sa faveur le 3 des Calendes de juillet 1296 (30 juillet 1296), dans la grande salle du château de Lucey. En 1266, on relève les damoiseaux Pierre et Jacques de Chevelu lors d'une transaction, intervenu à Yenne, à propos d'une dîme à percevoir sur une fontaine commune, avec le prieur du Bourget. Jacques demandera, en août 1295, à être enterré à Hautecombe, abbaye à laquelle il fait de nombreux legs, ainsi qu'aux pauvres d'Arcollières, à la maladrerie d'Yenne, à l'hôpital d'Yenne et à l'église de Chevelu ; Berlion de La Mar, Anselme de Chevelu et Anselme de Somont sont témoins de ce testament. La famille de Chevelu avait acquis, en 1283, de la famille de Grolée, divers bien à Yenne.
Vers 1320, vit Aymonet de Chevelu, et, en 1343, Guillaume de Chevelu et Jacques de Chevelu, son fils. Ces derniers albergent une partie de leur fief à Étienne de Bergin et sont investis de biens à Yenne. En 1355, Berlion de Chevelu cède des biens au seigneur de Gimilieu.
En 1386, est cité dans un acte de transaction, Galois de Chevelu, et, le 30 octobre 1392, ce dernier verse 40 sols viennois, au Trésorier de Savoie, pour deux parts de plaict de morte-main qu'il détient, au décès du comte Amédée VII de Savoie. En 1392, Louis de Chevelu est investi par Amédée VIII de Savoie, à son avènement, de la seigneurie de Lucey, investiture renouvelée, par Louis Ier de Savoie, le 4 avril 1438, par lettres patentes. En 1399, Galois de Chevelu, reçut de la Veuve Pétronille Pollier de Jongieu, hommage lige et taillable à miséricorde. Il fit, en 1401, par acte, constater aux habitants de Chevelu la limitation par feu de couper plus de deux douzaines de perches dans la montagne, et, en 1408, il fait reconnaissance à Amédée VIII de Savoie pour sa maison forte du Châtelard à Yenne.
En 1442, le fief de Prélian, est partagé entre Urbain et Claude de Chevelu. François de Chevelu, seigneur de Lucey, par acte du 12 juillet 1450, reconnaît devoir à Jean de Bonne, prieur de Ripaille, la somme de cent florins ; Louis de Chevelu de Lucey ayant été un des six compagnons du duc Amédée VIII dans sa retraite de Ripaille.
Claudine de Chevelu, fille de François de Chevelu de Lucey, dernière du nom, teste, le 15 juillet 1513, en faveur de Claude de Mareste de Lucey, son neveu, qui devient seigneur de Chevelu, Charles III de Savoie, lui ayant vendu et aliéner le fief. Terres et château échoient par héritage, vers 1715, aux marquis de Yenne, qui les gardèrent jusqu'à la Révolution française. À cette époque le château est démantelé et la terre vendue comme bien national. Les habitants s'en servirent ensuite comme carrière de pierres.

## Description
Il ne reste du château que quelques pans de murs qui marquent l'emplacement de l'enceinte et une cave dans les vignes. Sur le site on a érigé deux maisons modernes.